# 迦具土
迦具土（カグツチ）是日本神話中的火神，《古事記》記錄成火之迦具土神（ヒノカグツチノカミ）、火之夜藝速男神（ヒノヤギハヤヲノカミ）、火之炫毘古神（ヒノカカビコノカミ）等，而《日本書紀》則記成軻遇突智、火產靈等；另有別名火之迦倶槌神（ホノカグツチノカミ）、火產靈神（ホムスビノカミ）、火牟須比命（ホムスビノミコト）等。

## 概要

### 日本書紀之記載
根據《日本書紀》卷第一所載之第二種說法，伊奘冉尊生火神軻遇突智時被燒死，臨終之際臥生土神埴山姬（ハニヤマヒメ）及水神罔象女。軻遇突智娶埴山姬，生下稚產靈，此神頭上生蠶與桑，臍中生五穀。第三種說法謂伊奘冉尊生軻遇突智時，為子所焦而神退（亦云神避）。神退之時生水神罔象女及土神埴山姬，又生天吉葛（一云與曾豆羅）。第四種說法則曰伊奘冉尊生火神軻遇突智之時，悶熱懊惱而嘔吐，穢物化作金山彥、小便化作罔象女、大便化為埴山媛。
第六種說法則謂伊奘諾尊拔所帶十握劍斬軻遇突智'為三段：劍刃垂血化為天安河邊之五百箇磐石，即經津主神之祖；劍鐔垂血化為甕速日神（亦曰甕速日命）、熯速日神（亦曰熯速日命），其中甕速日神乃武甕槌神之祖；劍鋒垂血化作磐裂神、根裂神、磐筒男命（或云磐筒男命與磐筒女命）；劍頭垂血化為闇龗、闇山祇、闇罔象。
第七種說法提及伊奘諾尊拔劍斬殺軻遇突智成三段：一段為雷神、一段為大山祇神、一段為高龗；又云斬軻遇突智時其血液染紅了天八十河中的五百箇磐石，因而化成神：磐裂神、根裂神、兒磐筒男神、次為磐筒女神、兒經津主神。而第八種說法則謂伊奘諾尊斬軻遇突智命爲五段，各化為五山祇：頭部化為大山祇、身體化為中山祇、手部化為麓山祇、腰肢化為正勝山祇、足部化為鵪山祇。

### 古事記之記載
依《古事記》上卷之記述，伊邪那岐命和伊邪那美命生下鳥之石楠船神，亦名天鳥船；次生大宜都比賣神以及火之夜藝速男神，又名火之炫毘古神、火之迦具土神。伊邪那美命生下後者時，下陰遭灼傷而臥病在床。其嘔吐物生成金山毘古神、金山毘賣神；糞便生成波邇夜須毘古神、波邇夜須毘賣神；尿液生成彌都波能賣神、和久產巢日神等二神，後者之女名曰豐宇氣毘賣神；不久伊邪那美命身故。
盛怒之下的伊邪那岐命拔出十拳劍，砍下了迦具土的頭顱，其血液從劍上落到岩石。其中由劍鋒落下的血生成石拆神、根拆神和石筒之男神；劍身落下的血生成甕速日神、樋速日神和建御雷之男神（亦名建布都神、豐布都神）；劍柄落下的血生成闇淤加美神和闇御津羽神。而迦具土的屍體亦化為眾多山神：頭化為正鹿山津見神，胸部化為淤縢山津見神，腹部化為奧山津見神，陽具化為闇山津見神，左手化為志藝山津見神，右手化為羽山津見神，左腳化為原山津見神，右腳化為戶山津見神。所斬之刀名謂天之尾羽張，亦名伊都之尾羽張。

## 解說
茲根據神名的含義解釋如下：
1. 火之迦具土神：「迦具（カグ）」同「輝く」，為火光搖曳之明亮貌，「土（ツチ）」裡的「ツ」為連接詞、「チ」為神靈之意[2]。
2. 火之夜藝速男神：「夜藝（ヤギ）」為「燒」，乃燃燒之意，「速（ハヤ）」表火勢迅速猛烈，「男神（ヲノカミ）」則點出此神明之性別[3]。
3. 火之炫毘古神：「炫（カカ）」乃「輝く」，即明亮的意思；「毘古神」（ビコノカミ）也可寫作「彥神」，表男神之意[4]。

## 信仰
迦具土神為火神，日本各地秋葉神社（2017年時據歷史地理學者米家泰作估計共有1129座）、各地愛宕神社（約有1000間）、野野宮神社（位於大阪府堺市者）皆奉祀迦具土神以求避免火災。長野縣大町市竈神社、埼玉縣秩父市竈三柱神社將其與奥津比古命（オキツヒコ）、奥津比賣神（オキツヒメ）作為灶神共同奉祀，也有防火之神德。
位於大分縣別府市的火男火賣神社則主祀火之加具土命、火燒速女命等男女二神，並將其視為別府溫泉之守護神。
此外，金屬鍛造業、製陶業等與火相關的行業也會祭拜此神祇。
有人認為島根縣安來市的意多伎神社祭神也跟迦具土有關。
主要祭祀此神的神社如下列：
- 愛宕神社（京都府京都市右京區）：各地愛宕神社的總本社，尊稱為迦遇槌命。
- 秋葉山本宮秋葉神社（靜岡縣濱松市）：秋葉信仰二大靈山之一。
- 野野宮神社（大阪堺市）

## 內部連結
- 伊奘諾尊
- 伊奘冉尊
- 十握劍
- 天之尾羽張
- 大山津見

## 外部連結
- （日語）迦具土神 （页面存档备份，存于）
- （日語）神名釈義　名義ミニ事典 （页面存档备份，存于）